# Coelioxys
Genre
Coelioxys est un genre d'abeilles cleptoparasites faisant partie de la famille des Megachilidae.
Son nom vient du grec ancien κοιλία (koilía) : « ventre », et όξύς (oxýs) : « pointu », en référence à la forme pointue de l'abdomen des espèces de ce genre.

## Liste d'espèces
Selon Catalogue of Life (18 novembre 2014) :
- Coelioxys abdominalis
- Coelioxys aberrans
- Coelioxys abnormis
- Coelioxys acanthopyga
- Coelioxys acanthura
- Coelioxys aculeata
- Coelioxys aculeaticeps
- Coelioxys acutivalva
- Coelioxys adani
- Coelioxys afra
- Coelioxys agilis
- Coelioxys alacris
- Coelioxys alata
- Coelioxys alatiformis
- Coelioxys alayoi
- Coelioxys albifrons
- Coelioxys albiventris
- Coelioxys albociliata
- Coelioxys albofasciata
- Coelioxys albolineata
- Coelioxys albomarginata
- Coelioxys albonotata
- Coelioxys alfkeni
- Coelioxys alisal
- Coelioxys alternata
- Coelioxys amazonica
- Coelioxys ambrosettii
- Coelioxys analis
- Coelioxys angelica
- Coelioxys angulata
- Coelioxys angustivalva
- Coelioxys anisitsi
- Coelioxys annamensis
- Coelioxys apacheorum
- Coelioxys aperta
- Coelioxys apicata
- Coelioxys argentea
- Coelioxys argentipes
- Coelioxys artemis
- Coelioxys asclepiadis
- Coelioxys aspaste
- Coelioxys ateneata
- Coelioxys aureociliata
- Coelioxys aurifrons
- Coelioxys auripes
- Coelioxys aurolimbata
- Coelioxys aurulenta
- Coelioxys australis
- Coelioxys azteca
- Coelioxys bakeri
- Coelioxys balasto
- Coelioxys banksi
- Coelioxys barbata
- Coelioxys barkeri
- Coelioxys bequaertiana
- Coelioxys beroni
- Coelioxys bertonii
- Coelioxys bicingulata
- Coelioxys bifida
- Coelioxys bifoleata
- Coelioxys bifoliata
- Coelioxys bifoveolata
- Coelioxys binghami
- Coelioxys bipustulata
- Coelioxys biroi
- Coelioxys bisoncornua
- Coelioxys blabera
- Coelioxys boharti
- Coelioxys bonaerensis
- Coelioxys bonplandiana
- Coelioxys brachypyga
- Coelioxys brasiliensis
- Coelioxys braunsiana
- Coelioxys brevicaudata
- Coelioxys brevis
- Coelioxys breviventris
- Coelioxys bruchi
- Coelioxys bruneipes
- Coelioxys bruneri
- Coelioxys bucephala
- Coelioxys buchwaldi
- Coelioxys buehleri
- Coelioxys bulbosa
- Coelioxys bullaticeps
- Coelioxys burgdorfi
- Coelioxys caeruleipennis
- Coelioxys caffra
- Coelioxys calabarensis
- Coelioxys cameghinoi
- Coelioxys capensis
- Coelioxys capitata
- Coelioxys carinicauda
- Coelioxys carinulata
- Coelioxys castanea
- Coelioxys caudata
- Coelioxys cavigena
- Coelioxys cayennensis
- Coelioxys cearensis
- Coelioxys cerasiopleura
- Coelioxys chacoensis
- Coelioxys cherenensis
- Coelioxys chichimeca
- Coelioxys chilensis
- Coelioxys chionospila
- Coelioxys chola
- Coelioxys circumscripta
- Coelioxys circumscriptus
- Coelioxys cisnerosi
- Coelioxys clypearis
- Coelioxys clypeata
- Coelioxys cochleariformis
- Coelioxys coeruleipennis
- Coelioxys coloboptyche
- Coelioxys coloratula
- Coelioxys columbica
- Coelioxys concavogenalis
- Coelioxys concolor
- Coelioxys confusa
- Coelioxys congoensis
- Coelioxys conoidea
- Coelioxys conspersa
- Coelioxys cordillerana
- Coelioxys corduvensis
- Coelioxys coriacea
- Coelioxys correntina
- Coelioxys costaricensis
- Coelioxys cothura
- Coelioxys coturnix
- Coelioxys crassiceps
- Coelioxys crassiventris
- Coelioxys cuneata
- Coelioxys cyanura
- Coelioxys dapitanensis
- Coelioxys darwiniensis
- Coelioxys deani
- Coelioxys decipiens
- Coelioxys deletangi
- Coelioxys demeter
- Coelioxys dentigera
- Coelioxys desmieri
- Coelioxys difformis
- Coelioxys digitata
- Coelioxys dinellii
- Coelioxys dispersa
- Coelioxys diversidentata
- Coelioxys dobzhanskyi
- Coelioxys doelloi
- Coelioxys doeringi
- Coelioxys dolichos
- Coelioxys domestica
- Coelioxys ducalis
- Coelioxys duckei
- Coelioxys echinata
- Coelioxys edentata
- Coelioxys edita
- Coelioxys eduardi
- Coelioxys elata
- Coelioxys elegantula
- Coelioxys elizabeth
- Coelioxys elongata
- Coelioxys elongativentris
- Coelioxys elsei
- Coelioxys emarginata
- Coelioxys emarginatella
- Coelioxys epaenete
- Coelioxys epistene
- Coelioxys erysimi
- Coelioxys erythrura
- Coelioxys excisa
- Coelioxys eximia
- Coelioxys exspectata
- Coelioxys farinosa
- Coelioxys fenestrata
- Coelioxys fimbriata
- Coelioxys florea
- Coelioxys floridana
- Coelioxys foersteri
- Coelioxys fontanae
- Coelioxys formosicola
- Coelioxys fossulata
- Coelioxys foveolata
- Coelioxys foxii
- Coelioxys frieseana
- Coelioxys frigens
- Coelioxys froggatti
- Coelioxys fulviceps
- Coelioxys fulvifrons
- Coelioxys funeraria
- Coelioxys fuscipennis
- Coelioxys galactiae
- Coelioxys gallardoi
- Coelioxys genalis
- Coelioxys genisei
- Coelioxys genoconcavitus
- Coelioxys germana
- Coelioxys giacomellii
- Coelioxys gigantea
- Coelioxys gilensis
- Coelioxys gonaspis
- Coelioxys gracillima
- Coelioxys grindeliae
- Coelioxys guaranitica
- Coelioxys guptai
- Coelioxys haematura
- Coelioxys haemorrhoa
- Coelioxys heterozona
- Coelioxys hickeni
- Coelioxys hiroba
- Coelioxys hirsutissima
- Coelioxys hirtiventris
- Coelioxys holmbergi
- Coelioxys hosoba
- Coelioxys huarpum
- Coelioxys hubrichiana
- Coelioxys humahuakae
- Coelioxys hunteri
- Coelioxys hyalinipennis
- Coelioxys ignava
- Coelioxys immaculata
- Coelioxys incarinata
- Coelioxys inconspicua
- Coelioxys indica
- Coelioxys inermis
- Coelioxys insita
- Coelioxys insolita
- Coelioxys intacta
- Coelioxys integra
- Coelioxys intermedia
- Coelioxys iranica
- Coelioxys issororensis
- Coelioxys joergenseni
- Coelioxys joergenseniana
- Coelioxys jujuyensis
- Coelioxys junodi
- Coelioxys kasachstana
- Coelioxys katangensis
- Coelioxys khasiana
- Coelioxys kosemponis
- Coelioxys kualana
- Coelioxys kuscheli
- Coelioxys labiosa
- Coelioxys laevicollis
- Coelioxys laevigata
- Coelioxys laevis
- Coelioxys lanceolata
- Coelioxys langi
- Coelioxys lata
- Coelioxys latefasciata
- Coelioxys laticauda
- Coelioxys laticeps
- Coelioxys lativalva
- Coelioxys lativentris
- Coelioxys lativentroides
- Coelioxys laudabilis
- Coelioxys leopoldensis
- Coelioxys leopoldinae
- Coelioxys leptura
- Coelioxys leucochrysea
- Coelioxys liberalis
- Coelioxys ljuba
- Coelioxys longispina
- Coelioxys longiventris
- Coelioxys loricula
- Coelioxys luangwana
- Coelioxys lucidicauda
- Coelioxys luzonica
- Coelioxys lyprura
- Coelioxys macaria
- Coelioxys maculata
- Coelioxys maculoides
- Coelioxys madagascariensis
- Coelioxys magretti
- Coelioxys manchurica
- Coelioxys mandibularis
- Coelioxys manilae
- Coelioxys mapuche
- Coelioxys marchalli
- Coelioxys marginata
- Coelioxys melanopus
- Coelioxys mendozina
- Coelioxys menthae
- Coelioxys mesae
- Coelioxys mesopotamica
- Coelioxys mexicana
- Coelioxys mielbergi
- Coelioxys mimetica
- Coelioxys minuta
- Coelioxys miranda
- Coelioxys missionum
- Coelioxys mitchelli
- Coelioxys modesta
- Coelioxys moesta
- Coelioxys mongolica
- Coelioxys mutans
- Coelioxys nasuta
- Coelioxys natalensis
- Coelioxys neavei
- Coelioxys neli
- Coelioxys nigripes
- Coelioxys nigrofimbriata
- Coelioxys nigrura
- Coelioxys nitidicauda
- Coelioxys nitidicollis
- Coelioxys nitidoscutellaris
- Coelioxys nivosa
- Coelioxys noa
- Coelioxys nodis
- Coelioxys novomexicana
- Coelioxys oaxacana
- Coelioxys obtusa
- Coelioxys obtusata
- Coelioxys obtusispina
- Coelioxys obtusivalva
- Coelioxys obtusiventris
- Coelioxys occidentalis
- Coelioxys octodentata
- Coelioxys octodenticulata
- Coelioxys odin
- Coelioxys opacicollis
- Coelioxys oriplanes
- Coelioxys osmiae
- Coelioxys otomita
- Coelioxys pachyceps
- Coelioxys pachyrhina
- Coelioxys palmaris
- Coelioxys paludicola
- Coelioxys pampeana
- Coelioxys paradoxa
- Coelioxys paraguaya
- Coelioxys paraguayensis
- Coelioxys pasteeli
- Coelioxys patagonica
- Coelioxys patiens
- Coelioxys patula
- Coelioxys pauloensis
- Coelioxys pedregalensis
- Coelioxys penetatrix
- Coelioxys peregrinata
- Coelioxys pergandei
- Coelioxys perseus
- Coelioxys philippensis
- Coelioxys picicornis
- Coelioxys pieliana
- Coelioxys piercei
- Coelioxys piliclypeus
- Coelioxys piligena
- Coelioxys pilivalva
- Coelioxys planidens
- Coelioxys polycentris
- Coelioxys pomona
- Coelioxys popovi
- Coelioxys porterae
- Coelioxys postponenda
- Coelioxys praetextata
- Coelioxys pratti
- Coelioxys producta
- Coelioxys proxima
- Coelioxys pruinosa
- Coelioxys pruna
- Coelioxys pucaraensis
- Coelioxys pulchella
- Coelioxys puncticollis
- Coelioxys pygidialis
- Coelioxys quadriceps
- Coelioxys quadridentata
- Coelioxys quadrifasciata
- Coelioxys quaerens
- Coelioxys quartodecimdentata
- Coelioxys quattuordecimpunctata
- Coelioxys quechua
- Coelioxys radoszkowskyi
- Coelioxys raffrayi
- Coelioxys ramakrishnae
- Coelioxys recusata
- Coelioxys reediana
- Coelioxys reginae
- Coelioxys remissa
- Coelioxys reticulata
- Coelioxys rhadia
- Coelioxys rhinosa
- Coelioxys riojana
- Coelioxys robusta
- Coelioxys roigi
- Coelioxys rosarina
- Coelioxys rostrata
- Coelioxys rotundiscutum
- Coelioxys rubella
- Coelioxys rufa
- Coelioxys rufescens
- Coelioxys ruficincta
- Coelioxys ruficollis
- Coelioxys rufipes
- Coelioxys rufispina
- Coelioxys rufitarsis
- Coelioxys rufocincta
- Coelioxys rufopicta
- Coelioxys rugicollis
- Coelioxys rugulosa
- Coelioxys ruizi
- Coelioxys ruzi
- Coelioxys sakamotorum
- Coelioxys salinaria
- Coelioxys saltensis
- Coelioxys sanguinea
- Coelioxys sanguinicollis
- Coelioxys sanguinosa
- Coelioxys sanjuanina
- Coelioxys sannicolarensis
- Coelioxys sayi
- Coelioxys schmidti
- Coelioxys schulzi
- Coelioxys scioensis
- Coelioxys scitula
- Coelioxys scutellaris
- Coelioxys scutellotuberculata
- Coelioxys semenowi
- Coelioxys semicarinata
- Coelioxys seminitida
- Coelioxys serricaudata
- Coelioxys setosa
- Coelioxys sexmaculata
- Coelioxys siamensis
- Coelioxys simillima
- Coelioxys slossoni
- Coelioxys smithii
- Coelioxys sodalis
- Coelioxys sogdiana
- Coelioxys soledadensis
- Coelioxys somalica
- Coelioxys somalina
- Coelioxys spativentris
- Coelioxys spatulata
- Coelioxys speculifera
- Coelioxys spilaspis
- Coelioxys spinipyga
- Coelioxys spinosa
- Coelioxys spissicauda
- Coelioxys squamatula
- Coelioxys squamigera
- Coelioxys squamosa
- Coelioxys squamosissima
- Coelioxys squamosoides
- Coelioxys squamosula
- Coelioxys strigata
- Coelioxys subdentata
- Coelioxys subelongata
- Coelioxys subhamata
- Coelioxys subnitens
- Coelioxys subspinosa
- Coelioxys subtropicalis
- Coelioxys sudanensis
- Coelioxys surinamensis
- Coelioxys tabayensis
- Coelioxys tarda
- Coelioxys tastil
- Coelioxys tegularis
- Coelioxys tehuelche
- Coelioxys tenacior
- Coelioxys tenax
- Coelioxys tenebrosa
- Coelioxys tenebrosoides
- Coelioxys tepaneca
- Coelioxys texana
- Coelioxys tiburonensis
- Coelioxys tilcarae
- Coelioxys togoensis
- Coelioxys tolteca
- Coelioxys toltecoides
- Coelioxys torquata
- Coelioxys torrida
- Coelioxys torridula
- Coelioxys totonaca
- Coelioxys trancas
- Coelioxys triangula
- Coelioxys tricarinata
- Coelioxys tridentata
- Coelioxys triodonta
- Coelioxys trispinosa
- Coelioxys truncaticauda
- Coelioxys tucumana
- Coelioxys turbinata
- Coelioxys ultima
- Coelioxys umbripennis
- Coelioxys unicula
- Coelioxys unidentata
- Coelioxys variegata
- Coelioxys verticalis
- Coelioxys victoriae
- Coelioxys vigilans
- Coelioxys vituperabilis
- Coelioxys wagenknechti
- Coelioxys warnckei
- Coelioxys weinlandi
- Coelioxys weyrauchi
- Coelioxys wilmattae
- Coelioxys xinjiangensis
- Coelioxys yanonis
- Coelioxys yunnanensis
- Coelioxys zapoteca
- Coelioxys zonula